# Ідентичність: розмови з Бенедетто Веччі
Ідентичність: розмови з Бенедетто Веччі (англ. Identity: Conversations With Benedetto Vecci) — листування між польсько-британським соціологом й філософом Зигмунтом Бауманом та італійським журналістом Бенедетто Веччі, видане як цільна праця, що продовжує та розгортає думки соціолога щодо ідентичності.

## Контекст написання
У першому листі з "Ідентичність: розмови з Бенедетто Веччі" Зигмунт Бауман зазначає, що проблеми ідентичності можна прослідкувати на прикладі епізоду з власного життя автора, коли Празький університет присуджував йому докторат. Для церемонії З. Баумана попросили обрати гімн країни, до громадян якої він себе відносить, проте для вродженого поляка, але британського імігранта, прохання торкнулось надокучливих дилем та нестерпних виборів, які, на його думку, й робить "ідентичність" серйозною причиною занепокоєння та гарячих суперечок. 

## Зміст

### Вступ від Бенедетто Веччі
Б. Веччі розповідає, що співпраця відбувалась шляхом електронного інтерв'ю-листування, яке сприяло розлогим відповідям, перервав для роздумів та великою кількістю уточнень. Темою розмови була ідентичність. За оцінкою журналіста, яку він дає у вступі, Зигмунт Бауман"прийняв виклик і зробив подвійне сальто: він перечитав історію сучасної соціології у світлі тієї одержимості та важливості, з якою сучасні публічні дебати ставляться до ідентичності, і дійшов висновку, що краще не шукати заспокійливих відповідей в «усталених текстах» критичної думки."  Надалі він наводить коротку біографію З. Баумана.

### Ідентичність
Основна частина складається з 16 питань від Б. Веччі та листів-відповідей З.Баумана. 

##### Лист I
Починається не з питання, а історії про присудження докторату З. Бауману та визначення проблеми "ідентичності". Він міркує про визначення ідентичності через належність до певних спільнот. Користуючись моделлю Зігфріда Кракауера, він пише, що спільноти можуть бути сформовані на підґрунті тісного спільного проживання або об’єднуватись довкола ідей й принципів. Він вважає, що думка про "володіння ідентичністю" не з'являється допоки "належність до" визначає долю індивіда, тобто стан без альтернативи. Автор пише, що належність до однієї спільноти за ідеями та принципами доступна небагатьом, тому виникає проблема послідовність і безперервність нашої ідентичності в часі, а також великої кількості різних ідентичностей, які можуть бути як вибором, так і накинутими ззовні. 

##### Лист ІІ
Питання:  "У соціологічній уяві ідентичність завжди є чимось дуже ухильним і слизьким, майже апріорним, тобто вже існуючою реальністю. Наприклад, у Еміля Дюркгейма колективні ідентичності завжди залишаються на задньому плані, але немає сумнівів, що в його найвідомішій книзі «Поділ праці в суспільстві» поділ праці є суперечливим елементом. З одного боку, він ставить під загрозу соціальні зв'язки, але в той же час виступає фактором стабілізації при переході до створення нового соціального порядку. Однак у цьому аналітичному контексті ідентичність слід розглядати як завдання, мету, а не як наперед визначений фактор. Яка ваша думка?"
З. Бауман відповідає, що ідентичність відкривається нам лише як щось, що треба вигадати, а не віднайти. Він наводить приклад з утворенням національністю та зазначає, що ідея "ідентичності", і "національної ідентичності" зокрема, не визрівала в людському досвіді "природним чином" або як самоочевидний "факт життя". Соціолог пише, що її винайдення стало завданням, яке до того ж що вимагає зусиль від індивіда.

##### Лист ІІІ
Питання: "Той, хто, безумовно, дистанціюється від такого формулювання, - Ґеорґ Зіммель. У його есеях про форми життя в мегаполісах і конфлікт сучасного суспільства ідентичність згадується саме як вираження таких інститутів, як сім'я, держава, церква, які є - в кантіанській перспективі - апріорі суспільного життя. У цьому випадку елемент ідентичності майже дезінтегрований сучасним масовим суспільством. Насправді Зіммель досить охоче зосереджується на формах життя, які виникли в результаті розпаду усталених порядків. Однак, якщо зіставити аналіз німецького соціолога з аналізом Дюркгейма, то ідентичність є другорядним елементом в аналізі реальності. Ви з цим не згодні?"
З. Бауман відповідає, що вважає недоречним послуговуватись думками засновників соціології, адже сучасні проблеми ідентичності пов'язані з відкиданням соціальних якорів. Люди втратили колективність, індивідуалізувалися і шукають “ми”, проте тепер в соціальних мережах. У “рідкому” модерні вони хочуть створити ідентичність, що існувала б в стосунку до групи людей, проте складно зберігати схожість в швидкому темпі життя. Це призводить до втрати її якості, але здобуття кількості. Доцільнішим стає не погоджуватись на сталу ідентичність, а ставитись до неї як до легкого плащу, який можна зняти в будь-який момент. Автор додає, що модальності ідентичності в умовах плинного модерну співіснують, навіть якщо вони знаходяться на різних рівнях свідомості.

##### Лист IV
Питання: "У перші двадцять років двадцятого століття марксистський аналіз соціальних класів занепадає. Від Дьордя Лукача до Вальтера Беньяміна багато марксистських інтелектуалів ставили собі питання про зв'язок між соціальною спільністю та суспільною свідомістю. У цьому випадку також можна сказати, що ідентичність є категорією, яка, безумовно, не має права на громадянство в ідеї. Можливо, є один виняток: Лукач. У «Історії та класовій свідомості» він часто посилається на поширення форм життя, способів буття як наслідок масового суспільства. Але це, безсумнівно, виражає хибну думку, що в марксистській лівиці ідентичність вперше починає бути проблемою. Що ви думаєте про це?"
З. Бауман пише, що марксизм 60-х був редукціоністським, а робочий клас як мета-ідентичність втратив свою актуальність. Він наводить причини занепаду марксиських ідей у 80-х і пише місце мета-ідентичності зайняли раса/гендер/належність до постколоніальних народів. Він також вважає, що ідентичність стає інструментом влади, де є ті, хто може надавати комусь ідентичність, і ті, хто приймає або ж може відмовитись від неї. З'являється думка про підкріплення ідентичності матеріальними проявами.

##### Лист V
Питання: "Томасу Маршаллу ми завдячуємо першою промовою, де соціальні права громадянства розглядаються як рамка, і всередині цієї рамки одяг колективних ідентичностей відкидається на користь одягу громадянина. Відтоді ідентичності почали виходять з туману грандіозної трансформації, щоб оселитися в модерному час. Як, на вашу думку, відбувається ця зміна?
З. Бауман описує занепад соціальної держави та зростання почуття самотності. Колись держава гарантувала громадянам захист від бідності та хвороб, але поступово «задоволена більшість» позбавила менш забезпечених соціальних гарантій. Допомога перетворилася на стигму, а фінансування соціальних програм скоротилося. Люди більше не довіряють державі й шукають нові форми спільноти, зокрема у фундаменталізмі, що обіцяє безпеку та приналежність. У результаті громадянство спорожніло, а суспільство стає дедалі більш роздробленим.

##### Лист VI
Питання: "З глобалізацією питання ідентичності стає дуже гострим. Всі орієнтири скасовуються. скасовуються, біографії стають пазлами, рішення яких складні та мінливі. Однак проблема не в окремих шматочках цієї мозаїки, а в тому а в тому, як вони поєднуються між собою. Яка ваша думка?"
Соціолог розглядає ідентичність у сучасному "рідкому" суспільстві, де немає стабільних опор для самовизначення. На відміну від складання пазлу, де всі частини готові, формування ідентичності – це відкритий процес без чіткого зразка й гарантій правильного результату. Історично людина переходила від заданої народженням ідентичності до тієї, яку потрібно було доводити своїм життям. Однак у сучасному суспільстві чіткі траєкторії зникли, і головною стратегією стала гнучкість. Бауман порівнює сучасну людину з Дон Жуаном, який постійно змінюється й уникає остаточних рішень. У світі, що швидко змінюється, будь-яка стабільна ідентичність здається обмеженням. Люди змушені адаптуватися до гри без правил, де суспільство саме встановлює і змінює умови. Таким чином, ідентичність сьогодні – це не щось фіксоване, а безперервний процес пошуку й адаптації.

##### Лист VII
Питання: "Одним із наслідків цих трансформацій є відродження націоналізму. Таким чином, якщо біографії стають повними шматочками пазла, ми маємо парадокс, що слово «спільнота» (Gemeinschaft) з силою повертається в дискусію. Чи це парадокс? Чи, з іншого боку, ці явища доповнюють одне одного?"
Бауман аналізує сучасні рухи за автономію, які помилково трактуються як «відродження націоналізму». Він відкидає ідею, що ці рухи є наслідком архаїчних, ірраціональних сил. Замість цього він пояснює їх ослабленням державного суверенітету та потребою захисту від глобалізаційних змін.Бауман наголошує, що це не повернення до минулого націоналізму, а спроба знайти локальні рішення глобальних проблем. Він також аналізує історичну різницю між «етнічним» і «громадянським» розумінням нації, зазначаючи, що сучасні страхи перед нестабільністю підсилюють тяжіння до замкнених спільнот. У підсумку, Бауман описує ідентичність як складний, суперечливий вибір між бажанням безпеки та прагненням свободи.

##### Лист VIII
Питання: "У цій перестановці навіть базові форми соціальних відносин зазнають мутації. Від любовних стосунків до релігії все стає нестабільним, рідким. Але як змінюються любовні стосунки?"
Зиґмунт Бауман аналізує сучасні міжособистісні відносини в контексті «рідкої сучасності», де зв’язки між людьми стають нестійкими. Він підкреслює, що люди одночасно прагнуть любові та бояться її. Водночас культура споживання заохочує миттєве задоволення, що призводить до поверхневих і тимчасових зв’язків, які легко розриваються. Соціолог критикує тенденцію розглядати партнерів як товари. Він також розглядає феномен онлайн-знайомств і мобільного спілкування, які сприяють відчуттю "постійного контакту", проте без справжньої близькості.

##### Лист IX
Питання: "А як змінюється ставлення до сакрального?"
Автор розглядає зміну ставлення до «священного» в сучасному світі. Він зазначає, що поняття «сакрального» стало нечітким і менш значущим, оскільки люди зосереджуються на короткострокових цілях, а не на вічних цінностях.
Він описує "космічний страх", що виникає перед безмежністю всесвіту, як основну емоцію, яку релігії використовують для створення образу Бога. Сучасне суспільство відсунуло Бога на другий план і фокусується на науці та технології, які вирішують конкретні завдання, не враховуючи вічність.
Це призвело до кризи сакрального, коли люди більше не шукають зв’язку з вічністю, а надають перевагу миттєвому задоволенню та продовженню власного життя.

##### Лист Х
Питання: "Філософ словенського походження Славой Жижек написав пристрасні сторінки проти так званої західної ідентичності. Але нам доводиться з гіркотою спостерігати, що нинішню міжнародну напруженість намагаються пояснити тезою про зіткнення цивілізацій. Здається, що всі різні значення, які вкладаються у використання терміну «ідентичність», сприяють підриву основ універсалістського мислення, яке намагається зберегти крихку рівновагу між індивідуальними та колективними правами. Справжній парадокс, чи не так?"
Автор пише, ідентичність може бути використана як зброя як індивідами, так і групами, що захищають свої відмінності від більших, потужніших сил, проте паралельно з тим, ідентичність старається вибудовувати собі право на існування через власну незворотність та тривалість без вписування її в загальну масу. Він також підкреслює, що ідентичність завжди передбачає певну форму виключення і поділу. Тільки ідея універсальної людської ідентичності, як у Канта, може бути справжньою всезагальною ідентичністю, але на практиці ця ідея стикається з труднощами у світі, де домінують менші, більш обмежені ідентичності, що мають політичну та соціальну підтримку.

##### Лист ХІ
Питання: "Тим не менш, є країна, яка намагається інституціоналізувати співіснування колективних, але специфічних ідентичностей, і, роблячи це, вона майже закінчила тим, що звела універсалістський характер сучасного права лише до кількох норм. Звичайно, я маю на увазі США. Але навіть у цьому випадку ми мусимо зауважити, що ставити під сумнів мінливі інституційні рамки, засновані на визнанні часткових ідентичностей, було здійснено в ім'я ідентичностей предків. Що в плавильному котлі не спрацювало?"
У цьому листі З. Бауман аналізує ситуацію в країнах, таких як США, Австралія та Канада, де немає домінуючої культури, яка б вимагала універсального підпорядкування. Він зазначає, що ця свобода може призводити до швидкої зміни ідентичностей, що викликає соціальну фрагментацію, конфлікти та підвищену тривогу серед людей. 

##### Лист ХІІ
Питання: "Щоб продовжити дискусію про плавильний котел, я б хотів запропонувати вам тему, яка передбачає амбівалентні відповіді. Я маю на увазі критику, яку деякі феміністичні науковці та філософи застосовують до поняття ідентичності. Навіть у цьому випадку можна сказати, перефразовуючи Жана-Поля Сартра, що народитися жінкою недостатньо, щоб стати жінкою. Мені здається, що це присутнє в деяких нещодавніх доробках феміністичної теорії, тобто те, що ідентичність не розглядається як незмінний факт, а радше як щось, що перебуває в процесі, як процес. Хороший вихід з клітки ідентичності: чи не погоджуєтесь?"
З. Бауман зазначає, що ідентичність є тимчасовою і змінною. Від початку сучасної епохи існує тенденція до безперервних змін, прагнучи покращити й адаптувати всі аспекти життя, зокрема й особисту ідентичність. Люди мають можливість вибирати різні ідентичності, використовуючи для цього доступні ресурси, включаючи тіло, зовнішність і сексуальну ідентичність. Завдяки розвитку технологій, перехід від однієї ідентичності до іншої став легким, але існує проблема, яку саме ідентичність обрати і як довго її зберігати. Люди постійно експериментують з ідентичностями, і процес не має кінця, адже нові ідентичності постійно з'являються.

##### Лист  ХІІІ
Питання: "Одним з найбільш тривожних явищ, які ми спостерігаємо, є релігійний фундаменталізм. Окрім богословських суперечок, які супроводжують поширення цих рухів, їхній політичний характер, по суті, здається мені самоочевидним, чи то в Індії, чи в арабському світі, чи в «Моральній більшості» в США. Це явище охопило навіть узбережжя Держави Ізраїль. Що ви думаєте про релігійний фундаменталізм?"
З. Бауман описує релігійний фундаменталізм як наслідок двох факторів. По-перше, це ерозія "жорсткого ядра" віри, що призводить до розпаду канону і збільшення кількості сект, що розривають єдність традиційних релігійних організацій. По-друге, це є наслідком життя в умовах вибору, де люди, змушені обирати свої ідентичності, відчувають невизначеність і нестабільність. Автор підкреслює, що фундаменталізм — це не тільки релігійне явище, а й результат глобальної нерівності та соціальної несправедливості.

##### Лист XIV
Питання: "Протягом останніх років ми стали свідками зростання дуже диференційованого суспільного руху, який виступає проти неоліберальної глобалізації. Руху, який часто говорить мовами місцевих ідентичностей, яким загрожує економічний розвиток. Тим не менш, я відчуваю, що в цьому самому русі, здається, існує сильна амбівалентність. Ідентичність може бути шляхом до емансипації, але вона також може бути формою гноблення. Що ви думаєте про це?"
З. Бауман зазначає, що поки рано судити про історичне значення рухів "антиглобалістів". Він підкреслює, що проблема не в тому, щоб зупинити глобалізацію, а в тому, як приборкати її процеси та зробити їх на користь людству. Бауман критикує гасло "думай глобально, дійте локально", вважаючи його шкідливим, адже місцеві рішення не можуть вирішити глобальні проблеми. Глобальні проблеми можна вирішити тільки глобальними діями. Він стверджує, що відхід у локальні ідентичності лише посилює нерівність та вразливість, на руку тим, хто маніпулює глобалізацією для власної вигоди. Насамкінець, соціолог наголошує на необхідності демократичного контролю над глобальними силами та їх зобов'язаннях дотримуватись етичних принципів людського співіснування. 

##### Лист XV
Питання: "Одним із засобів, одним із інструментів гри з ідентичністю є інтернет. Фактично, у всесвітній павутині ми можемо спілкуватися, створюючи фальшиві ідентичності. Чи не здається вам, що питання ідентичності, саме в кіберпросторі, розмивається до того, що стає лише розвагою?"
Філософ вважає, що ідентичності в сучасному світі постійно змінюються, і люди змушені адаптувати їх через нові технології. Ідея єдиної "справжньої" ідентичності є помилковою, як показує герой Пера Гюнта, який уникав стабільності. У споживчому суспільстві відносини часто споживають і відкидають, а страх відторгнення і самотності стає ключовим. Споживчі товари, хоча й дають ілюзію контролю, не можуть замінити справжні емоційні зв'язки, що призводить до відчуженості.

##### Лист XVI
Питання: "На мій погляд, останнє питання про інтернет вимагає уваги до ролі нових медіа у формуванні громадської думки та колективної ідентичності. Що я маю на увазі? Як на мене, у книжці потрібно дослідити ще дві теми: ідентичність і нові медіа та «політика ідентичності» (криза мультикультуралізму). "
Мультикультуралізм відображає досвід глобальної еліти, що вільно обирає культурні елементи, тоді як більшість людей відчуває відчуження та "підвішене існування". Медіа створюють ілюзію глобальної спільноти, але насправді це не дає справжнього відчуття ідентичності. Пошук ідентичності — це постійна боротьба між вибором бажаної ідентичності та страхом, що вона може виявитися непасуючою. Відмова від відкритості та різноманіття є найбільшим ризиком у сучасному світі.

### Індекс
1. ↑  Bauman, Zygmunt; Vecchi, Benedetto (2004). Identity: conversations with Benedetto Vecchi. Themes for the 21st century (English)  (вид. Repr). Cambridge: Polity. с. 140. ISBN 978-0-7456-3308-4.
2. ↑  Bauman, Zygmunt; Vecchi, Benedetto (2004). Identity: conversations with Benedetto Vecchi. Themes for the 21st century (English) (вид. Repr). Cambridge: Polity. с. 140. ISBN 978-0-7456-3308-4.